# Dranda
Dranda (en georgiano: დრანდა; en abjasio: Дранда; en armenio: Դրանդա) es un pueblo que pertenece a la parcialmente reconocida República de Abjasia, parte del distrito de Gulripshi, aunque de iure pertenece al municipio de Gulripshi de la República Autónoma de Abjasia de Georgia.

## Geografía
Dranda se encuentra a 9 km al sureste de Gulripshi. Limita con Pshapi en el noroeste y Vladimirovka en el noreste; al este se encuentra Adziubzha en el distrito de Ochamchire, y en el sur se encuentra Babushara. Las aldeas de Atarbekovka, Kvemo Pshapi, Shaumianovka y Zemo Pshapi están bajo la administración del pueblo.

## Historia
Durante la Alta Edad Media (siglo VI), se construyó una catedral en Dranda. En el siglo VIII, Dranda se convirtió en la sede de la Eparquía de Abjasia o Georgia Occidental, que existió hasta el siglo XVII, cuando el último obispo local, Gabriel, fue expulsado del país a Jerusalén por abazas y abjasios. Además, en 1637, Dranda fue conquistada por las tropas otomanas y la iglesia y el pueblo fueron saqueados e incendiados.
En 1878, durante la guerra ruso-turca (1877-1878), la catedral de Dranda fue nuevamente saqueada e incendiada, con los murales locales completamente destruidos. A partir de 1880, después de una ola de desalojos de la población abjasia, llegaron colonos de Rusia y restauraron parcialmente el templo. En 1928, la catedral de Dranda de los bolcheviques fue abolida y parte del complejo se utilizó para la construcción de la prisión de Dranda, que todavía se encuentra aquí hoy. Otra parte del área fue utilizada por el internado de la escuela secundaria local. En la década de 1970, la catedral de Dranda se sometió a una reconstrucción exigente y se restauró su estado. En 2006, a la catedral se le otorgó el estatus de monumento nacional y desde 2011 ha sido objeto de una mayor reconstrucción.
En Dranda, se construyó el único hospital psiquiátrico de Abjasia, situado en la carretera principal que conecta Sujumi con Georgia. Durante la guerra de Abjasia (1992-1993), el edificio resultó gravemente dañado por los bombardeos (parcialmente renovado tras la guerra gracias a la ayuda de la misión de la ONU). Todavía hay escasez de psiquiatras pero sin embargo, desde de 2010, alrededor de 80 pacientes son tratados allí.

## Demografía
La evolución demográfica de Dranda entre 1989 y 2011 fue la siguiente:
| 2673                                                | 3205 |
| (Fuente: Population of Abkhazia since Soviet times) |      |

Al contrario que la mayoría de poblaciones en el territorio, Dranda ha ganado población tras la guerra de Abjasia. La mayoría de la población son armenios y abjasios.
|              | 2011      | 2011       |
| Grupo étnico | Población | Porcentaje |
| ------------ | --------- | ---------- |
| Georgianos   | 119       | 3,7%       |
| Abjasios     | 1163      | 36,3%      |
| Rusos        | 228       | 7,1%       |
| Ucranianos   | 15        | 0,5%       |
| Armenios     | 1634      | 51%        |
| Griegos      | 22        | 0,7%       |
| Total        | 3205      | 100%       |

## Infraestructura

### Arquitectura y monumentos
El pueblo conserva una catedral ortodoxa, la catedral de Dranda, cuyo origen se atribuye al emperador bizantino Justiniano I y que ha sido reconstruida en numerosas ocasiones. Se le ha otorgado el estatus de monumento del patrimonio cultural de Georgia.

### Transporte
La carretera que conecta Sujumi con Georgia atraviesa el pueblo y también hay una estación de tren.

## Personas destacadas
- Jurij Wardimiadi (1925-1956): futbolista soviético de etnia abjasia.